# 禮文水道

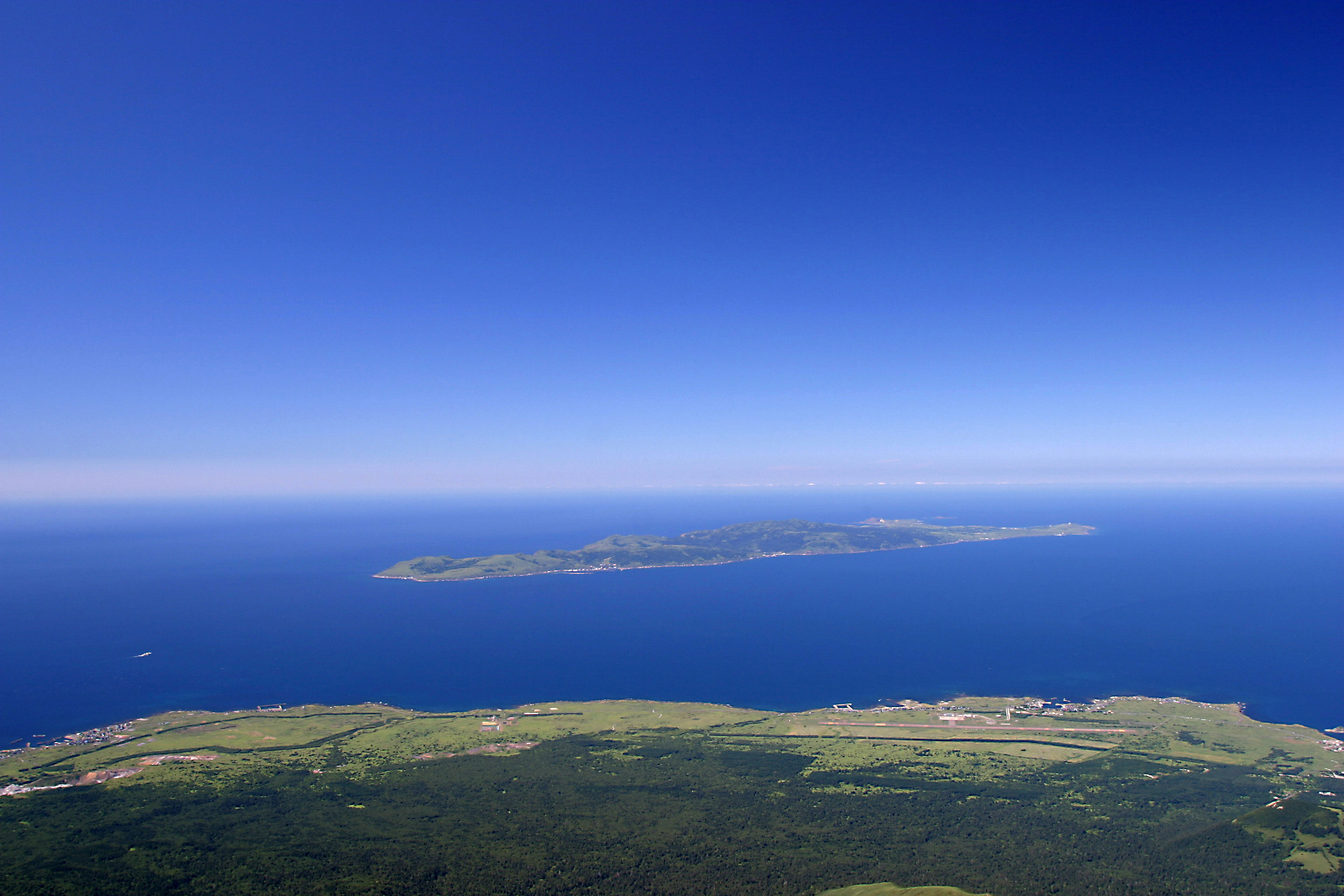
从利尻岛看礼文水道，远处是礼文岛

礼文水道（日语：／ Rebun suidō）,是横亘在北海道礼文岛和利尻岛中间的水道。该水道宽约10公里,水深约60到70米。1991年8月（平成3年），利尻町游泳协会曾在这里举办横渡利尻礼文大赛。:1186